# یوهان سباستیان باخ
یوهان سباستیان باخ (به آلمانی: Johann Sebastian Bach)‏ (زادهٔ ۲۱ مارس ۱۶۸۵ – درگذشتهٔ ۲۸ ژوئیهٔ ۱۷۵۰) آهنگ‌ساز و نوازندهٔ ارگ و هارپسیکورد اهل آلمان بود که آثارش برای دستهٔ آواز، ارکستر و تک‌سازها، تقریباً تمام انواع متفاوت موسیقی دورهٔ باروک را دربرمی‌گیرد. با اینکه او شکل تازه‌ای از موسیقی ارائه نکرد، ولی توانست سبکِ شایع در موسیقی آلمان را با فنون کنترپوان غنی سازد. این فنون، مبنی بر تنظیم چیدمان هارمونیک و موتیف در مقیاس کوچک و بزرگ بود و همچنین سازواری ریتم‌ها و بافت‌های برگرفته از موسیقی کشورهای دیگر چون ایتالیا و فرانسه را شامل می‌شد.
لطافت قوی موسیقی باخ و گستردگی حاصل از هنر وی، او را به‌عنوان یکی از بزرگ‌ترین آهنگ‌سازان غرب در سنت تُنال مشهور ساخته‌است. با توجه به عمق معنایی، قوّت فنی و زیبایی هنرمندانه، آثاری چون کنسرتوهای براندنبورگ، سوئیت‌ها و پارتیتاها برای ساز شستی‌دار، مس در سی مینور، پاسیون به روایت متای قدیس، پیشکش موسیقایی، هنر فوگ و تعداد فراوانی کانتات که ۲۲۰تا از آن‌ها برجا مانده‌است را می‌توان نام برد.

## زندگی

### سال‌های نخستین
یوهان سباستیان باخ یکی از اعضای تبار شگفت‌آور موسیقایی آن عصر بود. در زمانی بیش از ۲۰۰ سال، خاندان باخ توانست دوازده نوازنده و آهنگساز شایسته و توانا را تربیت نماید؛ و گفته می‌شود که در این خاندان بیش از ۵۲ منصب موسیقایی وجود داشته‌است. این بازهٔ زمانی دورانی بود که کلیسا، دولت محلی و طبقهٔ اشراف، حمایتی قابل‌توجه از ساخت موسیقی به شکل حرفه‌ای در سرزمین‌های آلمانی‌زبان و بخصوص در بخش‌های غربی تورین‌گن و زاکسن، به عمل می‌آوردند. پدر سباستیان، یوهان آمبروزیوس باخ، نوازندهٔ چیره‌دست ویولن، ترومپت‌زن دربار و رهبر دستهٔ نوازندگان شهری در آیزناخ – شهری با جمعیت ۶۰۰۰ نفر - در تورینگن آلمان، می‌زیست. وظیفهٔ او در این شهر، تنظیم موسیقی غیرروحانی و شرکت در موسیقی کلیسایی بود. عموهای سباستیان همگی در موسیقی حرفه‌ای بودند که از ارگ‌نواز کلیسا تا نوازندهٔ دستهٔ موسیقی بارگاه شاهی تا آهنگساز در میان آن‌ها یافت می‌شد. اسناد امروزی مشخص می‌کنند که نام باخ در آن زمان می‌رفت تا به معادلی برای موسیقیدان تبدیل شود. خاندان باخ هماره به موفقیت‌های موسیقایی خود افتخار می‌کردند و حدود سال ۱۷۳۵ باخ شجره‌نامه‌ای را با عنوان «سرچشمهٔ موسیقی در خاندان باخ» نگاشت که در آن به پیگیری نسل‌های مختلف دودمانش که در موسیقی به موفقیت دست یافتند، پرداخت.

مکانهایی که باخ در طول زندگی‌اش در آن‌ها اقامت گزیده‌است.

مادر او در سال ۱۶۹۴ و پدرش سال بعد درگذشت. کودک ۱۰ سالهٔ یتیم به دست برادر بزرگ‌ترش یوهان کریستف باخ که آن موقع بیست و چند ساله بود، سپرده شد. وی در اردورف - شهری در حوالی محل زندگی پدر و مادر باخ - ارگ‌نواز بود. او در منزل برادرش به نسخه‌برداری، مطالعه و اجرای موسیقی پرداخت و مشخصاً تحت آموزش ارزشمند وی قرار گرفت. این مسئله او را با آثار موسیقیدانان بزرگی که در آن دوران از جنوب آلمان برخاسته بودند، مواجه ساخت که از میان آنان می‌توان به یوهان پاخلبل و یوهان یاکوب فروبرگر اشاره نمود. همچنین، رویارویی او با موسیقی شمال آلمان و نوازندگان فرانسوی چون ژان باپتیست لولی، لوئی مرشان و مارین مارای محتمل است. باخ کوچک احتمالاً ناظر و دستیار فرایند تعمیر و نگهداری ارگها بوده‌است که این مقدمه‌ای می‌گردد بر فعالیت حرفه‌ای تمام عمر او به‌عنوان مشاور ساخت و بازساخت ارگ‌ها. در آگهی درگذشت باخ، به این نکته اشاره شده‌است که وی زمانی به نسخه‌برداری آثار برادرش می‌پرداخته‌است ولی به دلیل اینکه آن نُت‌نوشت‌های موسیقی ارزشمند بوده‌اند و جزو اموال شخصی محسوب می‌گشته‌اند، یوهان کریستف، باخ جوان را از رونویس‌نمودن آن‌ها بازداشت.
در ۱۴ سالگی سباستیان توانست به همراه دوست و هم‌مدرسه‌ای خود، گئورگ اُرْدمان، برای درس‌خواندن در مدرسهٔ معتبر سنت میکائیل در لونه‌بورگ، کمک‌هزینهٔ تحصیلی دریافت کند. لونه‌بورگ با هامبورگ، بزرگ‌ترین شهر آلمان، فاصلهٔ چندانی نداشت. احتمالاً باخ به همراه دوستش مسافت طولانی از اوردروف تا لونه‌بورگ را بخشی پای پیاده و بخشی با کالسکه طی کرده‌اند. دو سالی که وی در لونه‌بورگ و در مدرسهٔ سنت‌میشائیل حضور یافت، دوران حساسی برای او به نظر می‌رسد زیرا که طی این دوره بیش از آنی که در تورینگن ممکن بود، با نحله‌های متفاوت فرهنگ اروپایی رویارو گشت. علاوه بر خوانندگی به عنوان کاپلا در دستهٔ کر، نواختن ارگ سه صفحه‌کلیدی و هارپسیکورد مدرسه توسط وی، محتمل به‌نظر می‌رسد. همچنین، او احتمالاً زبان فرانسوی و ایتالیایی را آموخته و بستر آموزشی کاملی در زمینهٔ خداشناسی، زبان لاتین، تاریخ، جغرافیا و فیزیک کسب نموده‌است. در این مدرسه، او در جمع پسران اشراف‌زادگان شمال آلمان که جهت آماده‌شدن برای مشاغل مهمی در زمینهٔ دیپلماسی، حکومت و نظام به این مدرسهٔ برگزیده فرستاده شده بودند، قرار گرفت. به نظر می‌رسد که وی با ارگ‌نوازان مشغول در شهرهای نزدیک لونه‌برک، ملاقات‌هایی داشته‌است که از آن‌ها می‌توان به گئورگ بوم در یوهانس‌کیرشه اشاره کرد. همچنین، باخ جوان دست‌کم یک بار جهت شنیدن ارگ‌نوازی یوهان آدام راینکن، رنج طی‌کردن فاصلهٔ صد کیلومتری تا هامبورگ را با پای پیاده، بر خود هموار کرده‌است. از دیگر ارگ‌نوازانی که وی در هامبورگ ملاقات کرده‌است می‌توان به برونز اشاره نمود. از طریق این موسیقیدانان، به احتمال، وی توانسته‌است به بزرگ‌ترین سازهایی که تا آن دوران عمر دیده و نواخته بود، دسترسی یابد. همچنین آشنایی وی با مکتب موسیقی شمال آلمان و بخصوص آثار دیتریش بوکسته‌هود و مقولاتی در نظریهٔ موسیقی که در تسلط این مردان بود، محتمل است.

### آرنشتات و مول‌هاوزن (۱۷۰۳ تا ۱۷۰۸)

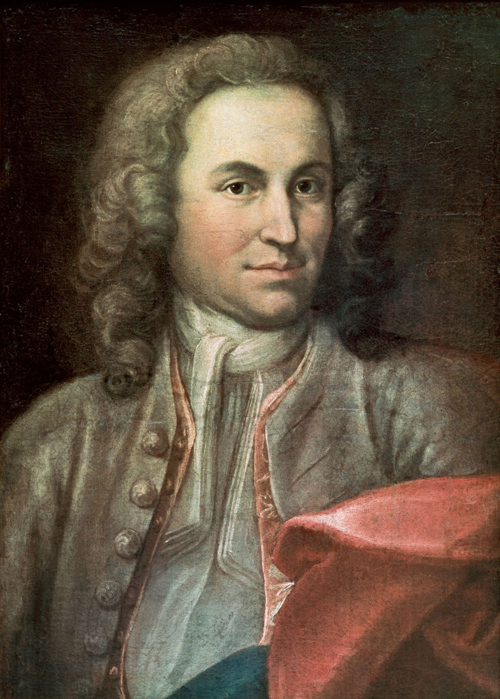
باخ در جوانی

در ژانویهٔ ۱۷۰۳، کمی پس از فارغ‌التحصیلی، باخ در نمازخانه دربار «دوک یوهان ارنست» در وایمار – شهری بزرگ در تورین‌گن - به‌عنوان نوازندهٔ درباری سمتی کسب کرد. نقش او در این گروه نوازندهٔ درباری نامشخص است اما به نظر می‌رسد که وظایفی پَست و غیرمرتبط با موسیقی را شامل می‌شده‌است. طی اقامت هفت‌ماهه‌اش در وایمار توانایی او در نواختن سازهای کلاویه‌ای شهرت یافت و از او دعوت شد که ارگ جدید کلیسای بونیفاسیوس در آرنشتات را بررسی نماید و تک‌نوازی آغازین را روی آن انجام دهد. خانوادهٔ باخ روابط نزدیکی با مردم شهر آرنشتات داشتند. این شهر در ۱۸۰ کیلومتری جنوب‌غربی وایمار و در کنارهٔ جنگل بزرگ قرار دارد. در اوت ۱۷۰۳، وی سمت ارگ‌نواز در کلیسای یادشده را پذیرفت. این سمت وظایف سبک و حقوق نسبتاً زیادی داشت و علاوه بر این‌ها باخ به ارگی نو، بدون مشکلات فنی و کوک‌شده با معیارهای نوین دسترسی داشت که این معیارهای جدید کوک ساز، استفاده از حوزهٔ وسیعی از شستی‌ها را ممکن می‌ساخت.
در همین دوران اقامت در آرنشتات بود که باخ به‌طور جدی آغاز به تصنیف پرلودهایی برای ارگ نمود که از میان آن‌ها می‌توان به قطعهٔ مشهور «توکاتا و فوگ در ر مینور» اشاره کرد. این آثار که در مکتب موسیقایی ذوقی و بداهه‌نوازانهٔ شمال آلمان جای می‌گیرند، نشانگر تنظیم موتیفی قابل‌توجهی هستند (که در آن یک ایدهٔ کوتاه و سادهٔ موسیقایی به شکل قوی در طول یک موومان کاوش می‌شود). با این وجود، در این آثار آهنگساز هنوز با مسئلهٔ ساختار عمده دست به گریبان است و هنوز برای پرورش و توسعهٔ توانایی‌های کنترپواننویسی‌اش (که در آن دو یا بیش از دو ملودی به‌طور هم‌زمان با یکدیگر تعامل می‌کنند) مدت زمانی در پیش دارد.
چند سال پس از تصدّی آن مقام در آرنشتات، با وجود ارتباطات خانوادگی قوی و کارفرمایی مشتاق به موسیقی، بین ارگ‌نواز جوانِ سرسخت و زودرس و مسوولین تنش‌هایی به وجود آمد. وی آشکارا از معیارهای خوانندگان دستهٔ کر ناراضی بود. جدی‌تر از این مسئله، غیبت بدون اجازهٔ چندماهه‌ای در خلال ۱۷۰۵ تا ۱۷۰۶ بود که در این فاصلهٔ زمانی برای ملاقات استاد بزرگ، بوکسته‌هود، از آرنشتات به شهر شمالی لوبک سفر کرده بود. وی یک ماه مرخصی گرفته بود ولی این سفر بیش از سه ماه به طول انجامید. این رویداد معروف در زندگی وی شامل سفری ۸۰۰ کیلومتری (رفت و برگشت) با پای پیاده برای ملاقات مردی بود که باخ او را پدر ارگ‌نوازان آلمانی می‌دانست. این ملاقات، سبک بوکسته‌هود را سنگِ بنایِ آثار اولیهٔ باخ قرار داد. این مسئله که وی مدت زمانی بیش از مرخصی یک‌ماهه‌اش را صرف این ملاقات، که کرد، مشخص می‌کند که زمانی که با استاد پیر گذراند، بی‌اندازه برای هنر باخ مهم بوده‌است. انگیزهٔ این سفر را ناتوانی مالی باخ برای خرید آثار مکتوب بوکسته‌هود نیز نوشته‌اند.
در سال ۱۷۰۶، با وجود موقعیت خوبش در آرنشتات، باخ دیگر فهمیده بود که باید از محیط اجتماع خانوادگی بگریزد و در حرفه‌اش پیش رود. در ژوئن ۱۷۰۷، سمت جذابتری به او پیشنهاد شد؛ ارگ‌نوازی در کلیسای «سنت بلاسیوس کیرشه» در مول‌هاوزن، شهر شمالی بزرگ و مهم، که این مسوولیت پیش‌تر بر عهدهٔ ارگ‌نواز چیره‌دست یوهان گئورک آل بود. او این سمت ارشد را که از بابت درآمد و شرایط (مانند وضعیت دستهٔ کُر) بهتر بود، پذیرفت. او، چهار ماه بعد از نقل مکان به مول‌هاوزن، با دخترِ پسرعمویِ پدرش که اهل آرنشتات بود و ماریا باربارا نام داشت ازدواج کرد. آن‌ها صاحب هفت فرزند شدند که چهارتای آن‌ها به بزرگسالی رسیدند. از این چهار، سه پسر – ویلهلم فریدمان باخ، یوهان کریستین باخ و کارل فیلیپ امانوئل باخ – آهنگسازان سبک مصنوع روکوکو که در پی سبک باروک ظاهر شده بود، گشتند.
کلیسا و شورای شهر مول‌هاوزن باید از این مدیر موسیقی جدید راضی بوده باشند. آن‌ها با کمال میل و رضایت با طرح او برای بازسازی ارگ کلیسای سنت‌بلاسیوس، که هزینهٔ زیادی می‌برد، موافقت کردند. به علاوه، مسوولین شورای شهر باید بخاطر قطعهٔ استادانه و شادی که برای افتتاح شورای جدید در ۱۷۰۸ نوشته بود («Gott ist mein König»، به فارسی: «خداوند شهریار منست»، BWV 71)، سرخوش گشته باشند که مبلغ سخاوتمندانه‌ای به او پرداختند و در سال‌های بعد دو بار از وی خواستند که آن را مجدداً اجرا نماید. این اثر مشخصاً در سبک آثار بوکسته‌هود تصنیف گشته بود.

### وایمار (۱۷۰۸ تا ۱۷۱۷)
پس از مدت زمانی کمتر از یک سال در مول‌هاوزن، باخ این شهر را به مقصد وایمار ترک کرد. او قرار بود در این شهر سمت ارگ‌نواز و کنسرت مایستر (مسوول دستهٔ موسیقی) دربار دوک وایمار را بپذیرد که این مقام‌ها بسیار متفاوت با سمتی بود که در مول‌هاوزن داشت. حقوق دست و دل‌بازانه‌ای که برای این مقام پرداخت می‌شد و امید به کار کردن با دسته‌ای بزرگ از نوازندگان حرفه‌ای دارای حقوق بالا، ممکن است باخ را در تصمیم خود مصمم‌تر ساخته باشد. باخ و خانوده‌اش در خانه‌ای که با پای پیاده، پنج دقیقه با قصر دوک وایمار فاصله داشت، مسکن گزیدند. سال بعد، اولین فرزندشان به دنیا آمد و خواهر بزرگ‌تر و ازدواج نکردهٔ ماریا باربارا هم، برای کمک به کارهای خانه، نزد آن‌ها آمد و تا پایان زندگی‌اش در سال ۱۷۲۹ با آن‌ها هم‌خانه بود. در همین شهر بود که دو فرزند مستعد باخ در موسیقی، ویلهلم فریدمان و کارل فیلیپ امانوئل، به دنیا آمدند.
موقعیت باخ در وایمار آغازگر دورانی پرقوّت از تصنیفِ آثاری برای سازهای کلاویه‌ای و همچنین آثار ارکستری است که در خلال تصنیف این قطعات، وی به آن درجه از زبردستی فنی و اطمینان رسید که بتواند ساختارهای بزرگْ‌مقیاسِ معمول و غالب را گسترش دهد و به شکلی ترکیب‌گرانه از موسیقی کشورهای دیگر تأثیراتی برگیرد. از موسیقیدانان ایتالیایی مانند ویوالدی، کورللی و تورللی شیوهٔ تصنیف ورودی‌های دراماتیک را آموخت و حالت درخشان، ریتم‌های متحرک و پویا و طرح‌های هارمونیک محکم را از ایشان اقتباس کرد. باخ عمدتاً با بازنویسی کنسرتوهای ویوالدی برای هارپسیکورد و ارگ، خود را در جنبه‌های سَبکی یادشده تثبیت نمود. این کنسرتوها توسط ویوالدی برای دستهٔ نوازندگان تصنیف شده بودند و بازنویسی آن‌ها توسط باخ هنوز هم جزو قطعات محبوب برای اجرا در کنسرت‌ها به‌شمار می‌رود. ممکن است باخ ایدهٔ رونویس‌کردن جدیدترین و باب روزترین موسیقی ایتالیایی را از شاهزاده یوهان ارنست گرفته باشد. این شاهزاده که خود نوازنده‌ای حرفه‌ای بود، ولینعمت باخ و استخدام‌کنندهٔ وی محسوب می‌شد. در سال ۱۷۱۳، دوک از سفری به «سرزمین‌های کم‌ارتفاع» (سرزمین‌های محدود بین رود راین و دریای شمال) بازگشت و مجموعه‌ای بزرگ از تصنیف‌های مکتوب را به همراه آورد. در میان این مکتوبات احتمالاً بازنویس‌هایی از جدیدترین و باب روزترین موسیقی ایتالیایی که توسط ارگ‌نواز نابینا «یان جاکوب د گراف» انجام شده بود، وجود داشته‌است. وی به‌طور خاص به ساختار «سُلو-توتی» علاقه‌مند بود. در تصنیف‌های دارای این ساختار، یک یا چند سازِ تک (سُلو) با همراهی ارکستر در تمام طول موومان بخش به بخش جای خود را به دیگری می‌دهند. این ویژگیِ ایتالیایی را در بخش‌هایی از پرلود «سوئیت انگلیسی شمارهٔ ۳» برای هارپسیکورد (۱۷۱۴) اثر باخ که در زیر آمده‌است، می‌توان شنید. تناوب به شکل سُلو-توتی در ارگ‌نوازی زمانی شکل می‌گیرد که نوازنده بین کلاویه‌های پایین (دارای صدایی پرحجم‌تر و اندکی بلندتر) و کلاویه‌های بالا (دارای صدایی نازک‌تر)، رفت‌وآمدهایی زبردستانه انجام می‌دهد.
باخ در وایمار توانایی و مجال نواختن ارگ و تصنیف آثاری برای این ساز را داشت. همچنین امکان اجرای رپرتواری از آثار موسیقی کنسرتی به کمک دستهٔ موسیقی دوک، برای وی فراهم بود. تصنیف آثار قوی باخ - که استاد فنون کنترپوانی بود - در شکل فوگ در وایمار آغاز شد. بزرگ‌ترین اثر فوگی او در این دوران «کلاویهٔ خوشْ‌کوک» (به آلمانی: Das wohltemperierte Clavier) است. این قطعه از ۴۸ پرلود و فوگ تشکیل شده‌است؛ یک جفت برای هر گام بزرگ نسبی (ماژور) و گام کوچک نسبی (مینور نسبی). این اثر بنابر مقیاس استفاده از کنترپوان و کاوشگریِ محدودهٔ کامل گام‌ها و شیوهٔ بیانی که با استفاده از تفاوت‌های اندک آن‌ها از یکدیگر - که برای نوازنده با استفاده از کوکِ مبتنی بر روشی چون روشِ آندریاس ورک‌مایستر - ممکن می‌گشت، بسیار بلندمرتبه و عظیم است.
در زمان تصدّی مقام در وایمار، باخ کار بر روی «کتابچهٔ اُرگ» (به آلمانی: Orgelbüchlein) را برای پسر ارشدش، ویلهلم فریدمان، آغاز نمود. این کتاب مجموعه‌ای از کوراله‌های لوتری (سرودهای روحانی) را دربرداشت که برای کمک به آموزش نوازندگان ارگ، در بافتی پیچیده جای داده شده بودند. این کتاب دو بُن‌مایهٔ عمده در زندگی باخ را به تصویر می‌کشد؛ سرسپردگی وی به تدریس و عشق وی به کوراله به عنوان یک شکل موسیقایی.

### کوتن (۱۷۱۷ تا ۱۷۲۳)

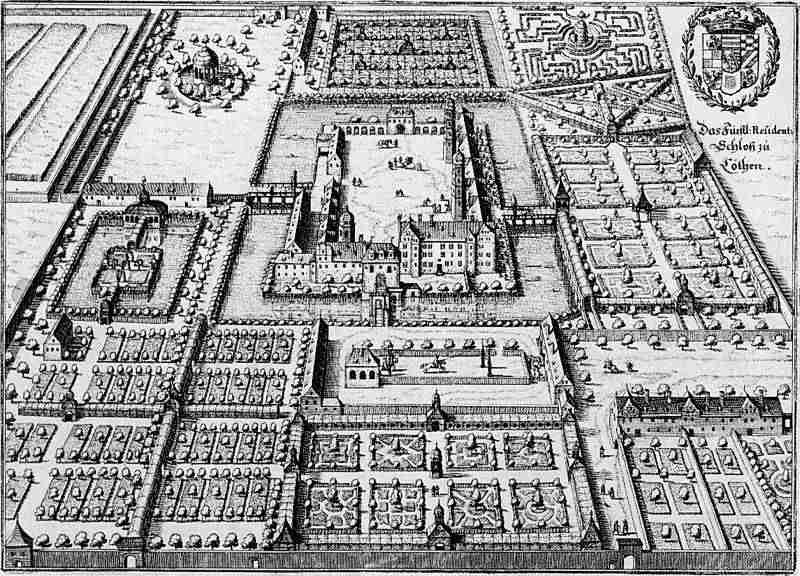
قصر و باغ‌های کوتن در نقشی از کتاب «توپوگرافیا» (۱۶۵۰) اثر ماتائوس مریان

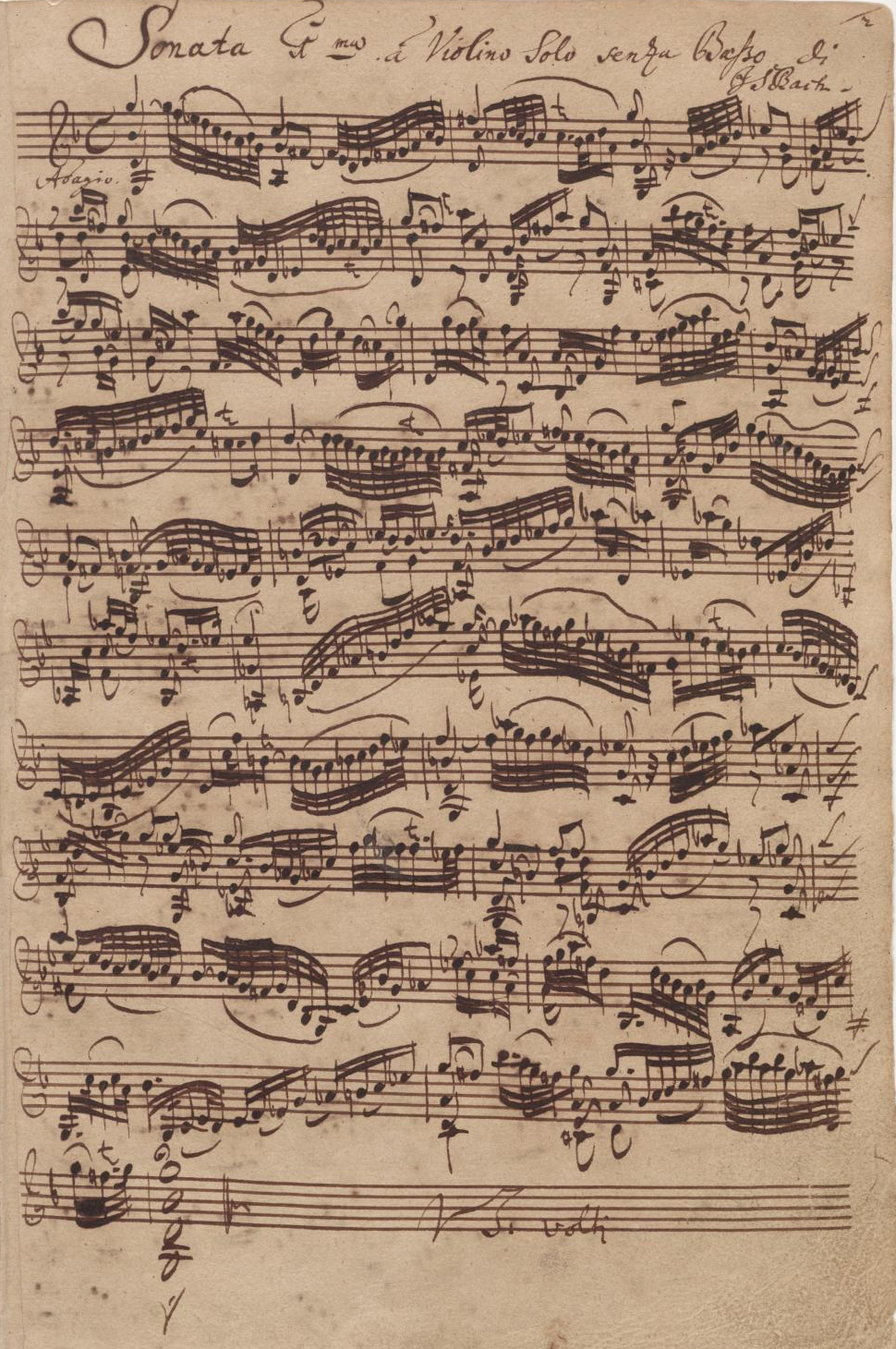
«سونات ویولن شمارهٔ ۱ در سُل مینور» (BWV 1001) به خط باخ

آثار باخ در وایمار نشانگر گسترش اشتیاق وی و تبدیل شدن او از یک نوازندهٔ صِرف به آهنگسازی واقعی بود؛ بنابراین جای تعجب نیست که در پی ترفیع مقام در دربارِ دوکِ وایمار باشد. باخ در این زمان کُنسِرت‌مایْستِر (مسوول دستهٔ موسیقی) بود و زمانی که رئیس سالخورده‌اش در دسامبر ۱۷۱۶ درگذشت، به حق انتظار داشت که کاپْل‌مایْستِر (مسوول موسیقی) شود؛ ولی دوک تصمیم دیگری گرفت و از تِلِمان که در آن زمان کاپل‌مایستر شهر فرانکفورت بود برای تصدی آن مقام دعوت کرد. ظاهراً تلمان سرباز می‌زند، اما باخ باید دل‌آزرده شده باشد، زیرا که تلمان همسن و سال او بود و بیش از او هم تجربه نداشت. در نتیجه باخ به جستجوی کار در جایی دیگر پرداخت. برادرزادهٔ دوک وایمار، باخ را شایستهٔ کاپل‌مایستری دربار شاهزاده لئوپولد کوتن دانست. لئوپولد برادرزن جوان‌تر دوک وایمار بود. باخ در اوت ۱۷۱۷ از دوک وایمار موافقت با ترک خدمت‌اش را تقاضا می‌نماید ولی با درخواستش مخالفت می‌شود. سپس در نوامبر ۱۷۱۷ درخواست خود را مجدداً مطرح می‌کند اما به دلیل سماجت و گستاخی مدتی به زندان می‌افتد. یکی از اسناد موجود در گزارش‌های دبیرخانهٔ تشکیلات دوک وایمار، نتایج این مسئله را بر ما روشن می‌کند:

 «در ششم نوامبر [۱۷۱۷] باخ، کنسرت مایستر پیشین و نوازندهٔ ارگ، که به‌دلیل سماجت در ترک خدمت در بازداشت قاضی ناحیه بود، بالاخره در دوم دسامبر با اخطاری حاکی از عدم رضایت از خدمت او از توقیف آزاد شد.»
در نهایت شاهزاده لئوپولد، دوک جوان شهر کوتن، باخ را برای تصدیِ مقام کاپل‌مایستری استخدام می‌کند. شاهزادهٔ جوان که خود نوازنده بود، استعداد باخ را قدر می‌نهاد، حقوق خوبی به وی می‌پرداخت و در امر تصنیف و اجرای موسیقی آزادی عمل قابل‌توجهی به وی ارزانی داشته بود. با این وجود، وی کالونیست بود و از موسیقی در مراسم عبادی استفاده نمی‌کرد. در نتیجه اکثر آثار باخ در این دوره، آثاری با بن‌مایهٔ دنیوی است. از میان این آثار می‌توان به «سوئیت‌های ارکستری»، «شش سوئیت برای ویلون سِل تک» و «سونات‌ها و پارتیتاها برای ویولن تک» اشاره کرد. تصویر فوق نمایشگر صفحهٔ اول سونات ویولن و دستنوشتهٔ شخص باخ است. 

در ۷ ژوئیه ۱۷۲۰ زمانی که باخ به همراه شاهزاده لئوپولد در سفر بود، واقعهٔ اسفباری رخ‌داد؛ همسر باخ، ماریا باربارا، به‌طور ناگهانی درگذشت. سال بعد، وی با آنا ماگدالنا ویلکه، خوانندهٔ سوپرانوی جوان و بسیار مستعد که در دربار کوتن آواز می‌خواند، آشنا شد. ایشان در ۳ دسامبر ۱۷۲۱، با وجود اختلاف سنّی موجود – آنا ۱۷ سال از باخ جوان‌تر بود – ازدواج کردند و به نظر می‌رسد که ازدواج شادی داشته‌اند. این زوج، بعد‌ها صاحب ۱۳ فرزند شدند.
آنچه باعث نارضایتی باخ در دربار کوتن گردید، ازدواج شاهزاده بود. این ازدواج علاقهٔ او را به موسیقی کاهش داده و ترفیع مقامی که باخ در انتظار آن بود را تقریباً منتفی ساخته بود. انتخاب‌های باخ محدود بود، زیرا در آستانهٔ چهل‌سالگی نمی‌توانست معیارهای خود را تغییر دهد و خود را با هر شرایطی وفق دهد و تنزل درجه را بپذیرد. در همین اَثنی و در ژوئن سال ۱۷۲۲، یوهان کونو که کانتور توماس کیرشه (کلیسای لوتری سنت توماس) در لایپزیک بود، درگذشت. شورای این شهر از علاقه‌مندی تلمان به این مقام اطلاع یافت و بنابراین وی به این سمت منصوب گشت. اما کسانی که تلمان در خدمت آنان بود، حقوق وی را افزایش دادند و در نتیجه وی از قبول مقام تازه سر باز زد. شورای شهر لایپزیک سپس به سراغ کریستف گراپنر – معروف‌ترین سازندهٔ کانتات در آن دوران – رفت، اما با درخواست ترک خدمت گراپنر نیز مخالفت گردید. باخ که از تمام این فراز و نشیب‌ها برای انتخاب کانتور توماس کیرشه آگاهی داشت، توسط شورای شهر لایپزیک – با وجود بی‌میلی ایشان - در تاریخ ۳۰ مه ۱۷۲۳ به آن سمت منصوب شد.

### لایپزیک (۱۷۲۳ تا ۱۷۵۰)

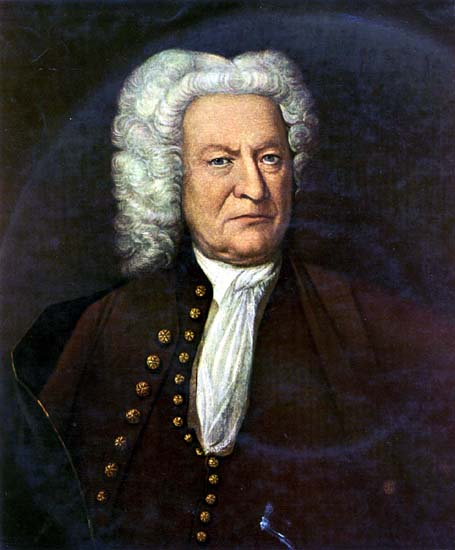
تصویری که به احتمال زیاد مربوط به باخ در آخرین سال زندگی اش می‌شود.

مقام وی در کلیسای سَنت توماس در لایپزیک، سمتی با اعتبار در شهری بود که در آن زمان از نظر تجارت و بازرگانی شهر پیشروی زاکسن - حوزهٔ انتخابیه‌ای که با تورینگن همسایه بود – محسوب می‌شد. جدای از اقامت‌های کوتاه وی در آرنشتات و مول‌هاوزن، این مقام اولین سمت دولتی باخ بود که در آن خدمت به طبقهٔ اشراف جزو وظایف به‌شمار می‌آمد. این آخرین مقام زندگی وی بود و تا زمان مرگش در ۲۷ سال بعد از این تاریخ، در آن باقی‌ماند. این مقام و درجه، وی را با شیوه‌های تدبیر سیاسی، که کارفرمایانش در شورای شهر لایپزیک به کار می‌برند، آشنا ساخت. اعضای شورای شهر بر دو دسته بودند؛ دستهٔ اول، مطلق‌گرایان وفادار به پادشاهِ زاکسن – آگوست، مشهور به «نیرومند» - برتخت‌نشسته در درسدن و دستهٔ دوم، صاحب‌منصبانِ محلی که اهداف طبقهٔ تجار، اصناف و اشراف کهتر را پی می‌گرفتند. باخ نامزد طرفداران سلطنت و بخصوص شهردار آن زمان - وکیلی با نام «گوتلیب لانگ» که پیش‌تر در دربار درسدن خدمت کرده‌بود - محسوب می‌گردید. در برابر موافقت با تصدی باخ در مقام پیشْ‌گفته، گروه صاحب‌منصبانِ محلی اجازهٔ نظارت بر مدرسهٔ سنت توماس را به دست آوردند. به علاوه، باخ مجبور شد در مواردی مربوط به شرایط کاری‌اش به نوعی مصالحه و توافق نماید. با وجود این که به نظر می‌رسد هیچ‌کس در شورای شهر در نبوغ باخ شک نداشته، هماره تنش‌های مکرری بین کانتور و صاحب‌منصبات محلی عضو شورای شهر وجود داشته‌است. از طرفی کانتور، خود را رهبر موسیقی کلیسایی در شهر می‌دانست و از سوی دیگر، صاحب‌منصبان محلیِ حاضر در شورای شهر، وی را تنها یک مدیر مدرسه می‌دانستند و می‌خواستند که تأکید بر موسیقی دقیق و حرفه‌ای را در مدرسه و کلیسا کاهش دهند. شورای شهر هیچگاه حقوق سخاوتمندانهٔ ۱۰۰۰ تالِر در سال که در اولین دیدار توسط لانگ به باخ وعده داده شده بود را پرداخت نکرد. اما ضمن پرداخت حقوقی کمتر به باخ، جهت آسایش او و خانواده‌اش، خانهٔ خوبی که در انتهای ساختمان مدرسه وجود داشت را در اختیار ایشان قرار داد. این آپارتمان با هزینهٔ فراوان در سال ۱۷۳۲ بازسازی شد.
مسؤولیت باخ در این زمان علاوه بر آموزش دانش‌آموزان مدرسهٔ سنت توماس در زمینهٔ آوازخوانی و لاتین، تأمین موسیقی و رهبری دستهٔ موسیقی هر یک‌شنبه در دو کلیسای اصلی لایپزیک، سنت توماس و سنت نیکلاس، را نیز به‌طور هفتگی شامل می‌گردید. همچنین او باید بر نحوهٔ اجرای امور مربوط به موسیقی در دو کلیسای دیگر شهر لایپزیک – کلیسای نو و کلیسای سنت پیتر – نیز نظارت می‌نمود. با شکوفایی حیرت‌انگیزی که در خلاقیت وی رخ داد، توانست در ظرف شش سالِ اولِ اقامت در لایپزیک، پنج زنجیره کانتات سالیانه، که هر یک تقریباً شصت کانتات را شامل می‌شدند، را تصنیف نماید (که ظاهراً دو تا از این پنج گمشده‌اند). بیشتر این آثار کنسرتی، برای مراسم انجیل‌خوانی روزهای یکشنبه و روزهای جشن سالِ لوتری تصنیف گشته و تعداد زیادی از آن‌ها با الهام‌گرفتن از آوازهای روحانی سنتیِ کلیسایی، مانند «برخیز، ندای پروردگار ما را می‌خواند» (به آلمانی: Wachet auf! Ruft uns die Stimme) و «اکنون تنها ناجی کافران می‌آید» (به آلمانی: Nun komm, der Heiden Heiland)، نوشته شده‌اند.

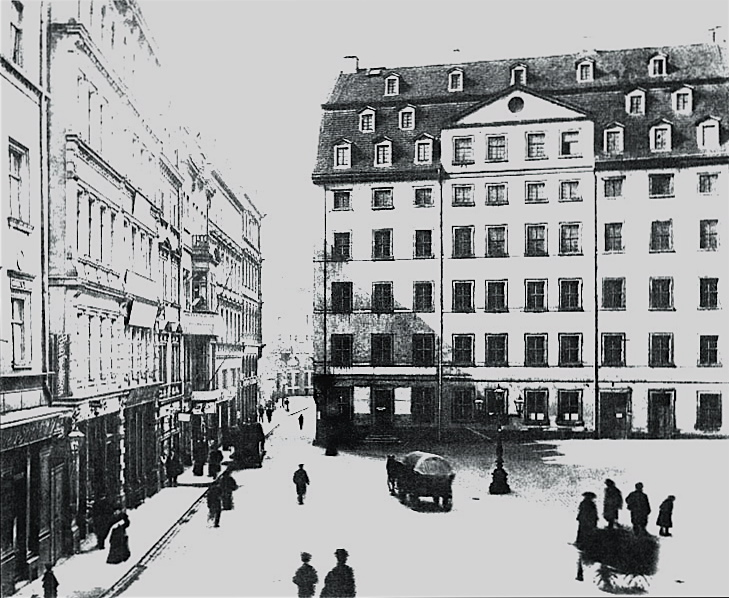
عکسی از نمای خارجی خانهٔ باخ در انتهای ساختمان مدرسهٔ سنت توماس. این عکس قبل از تخریب این بنا در سال ۱۹۰۲ برداشته شده‌است. سه پله‌ای که به در جلویی می‌رسند در تصویر پیداست.

احتمالاً باخ در هنگام تمرین و اجرای این آثار در کلیسای سنت توماس، پشت هارپسیکورد می‌نشسته یا در مقابل گروه کر در بالکن کم‌ارتفاع‌تر انتهای غربی سالن می‌ایستاده‌است به‌طوری‌که پشت وی به حضار قرار می‌گرفته‌است و محراب در انتهای شرقی. همچنین او می‌توانسته با نگاه به بالا، ارگ را که در اتاقکی در ارتفاع چهار متری قرار داشته‌است ببیند. در سمتِ راستِ ارگ در یک ایوانِ کناری سازهای بادی، برنجی و تیمپانی و در سمتِ چپِ ارگ، سازهای زهی قرار می‌گرفته‌اند. یکی از سرچشمه‌های تنش‌هایی که بین شورای شهر و کانتور پیش می‌آمد این بود که این شورا تنها هشت نوازندهٔ دائم را در اختیار باخ گذاشته بود، در حالی که وی باید مابقی گروه بیست نفری نوازندگانی که برای اجرای قطعات متوسط تا بزرگ بدیشان نیاز بود را از افراد مشغول تحصیل در دانشگاه یا مدرسه یا افراد عامی جامعه، استخدام نماید. به احتمال، ارگ یا هارپسیکورد توسط شخص آهنگساز (زمان‌هایی که برای رهبری در حالت ایستاده قرار نداشت)، ارگ‌نواز تحت استخدام کلیسا یا یکی از پسران ارشد باخ، فردریک یا امانوئل نواخته می‌شد.
باخ خواننده‌های کُر سوپرانو و آلتو را از میان دانش‌آموزان مدرسه و خواننده‌های تنور و باس را از میان دانش‌آموزان یا افراد دیگر در لایپزیک انتخاب می‌نمود. اجرای موسیقی در مراسم ازدواج و خاک‌سپاری برای گروه خوانندگان درآمد بیشتری داشت و احتمالاً به همین دلیل است که باخ دستِ کم شش موتِت، غالباً برای دستهٔ کُر دوتایی نوشت. از این موتت‌ها برای تمرینات و آموزش مدرسه‌ای نیز استفاده می‌شد. بخشی از کار معمول وی در کلیسا، اجرای موتت‌های مکتب ونیز و آلمان چون آثار هاینریش شوتز بود. باخ از آثار این آهنگساز به عنوان سرمشق‌های سبکی برای موتت‌های خود استفاده می‌نمود. 

باخ که بیشتر سال‌های دههٔ ۱۷۲۰ را صرف تصنیف کانتات‌ها نموده بود، رپرتوار عظیمی از موسیقی کلیسایی را برای دو کلیسای اصلی لایپزیک فراهم کرد. اکنون وی علاقه‌مند بود که تصنیفات و اجراهای خود را از مرزهای موسیقی آیین عبادی گسترده‌تر سازد. در ماه مارس ۱۷۲۹، او به رهبری «کالج موسیقی» - گروه نوازندگان موسیقی غیرروحانی که در سال ۱۷۰۱ به‌وسیلهٔ دوست باخ، گئورگ فیلیپ تلمان، بنیان نهاده شده بود - برگزیده شد. این گروه یکی از دوازده گروهی محسوب می‌شد که در شهرهایِ عمدهٔ آلمانی‌زبانِ آن دوران تشکیل شده بودند و دانش‌آموزان فعال در زمینهٔ موسیقی در آن‌ها شرکت داشتند. این گروه‌ها نقشی با اهمیت و رو به افزایش در حیات موسیقی در بین عوام بازی می‌کردند و معمولاً به‌وسیلهٔ برجسته‌ترین موسیقیدان حرفه‌ای هر شهر رهبری می‌شدند. بنابر نظر کریستف ولف، رهبری این گروه توسط باخ «نظارت کامل باخ بر مؤسسات اصلی فعال در زمینهٔ موسیقی در لایپزیک را تحکیم نمود». در اکثر اوقات سال، گروه کالج موسیقی لایپزیک، هر دو هفته یک‌بار در قهوه‌خانهٔ زیمرمن، در خیابان کاترین و کمی دورتر از میدان اصلی شهر، اجراهایی دو ساعته داشت. صاحب ملکِ قهوه‌خانه، تالار بزرگی را بدین منظور اختصاص داده و سازهای مختلفی نیز تهیه کرده بود. بسیاری از آثار باخ طی سال‌های دهه‌های ۱۷۳۰، ۴۰ و ۵۰ به احتمال برای اجرای اعضای کالج موسیقی نوشته شده‌اند. به‌طور حتم در میان آثار اجراشده توسط این گروه، بخش‌هایی از «تمرین کلاویه» و بسیاری از کنسرتوهای ویولن و هارپسیکورد وجود داشته‌است.

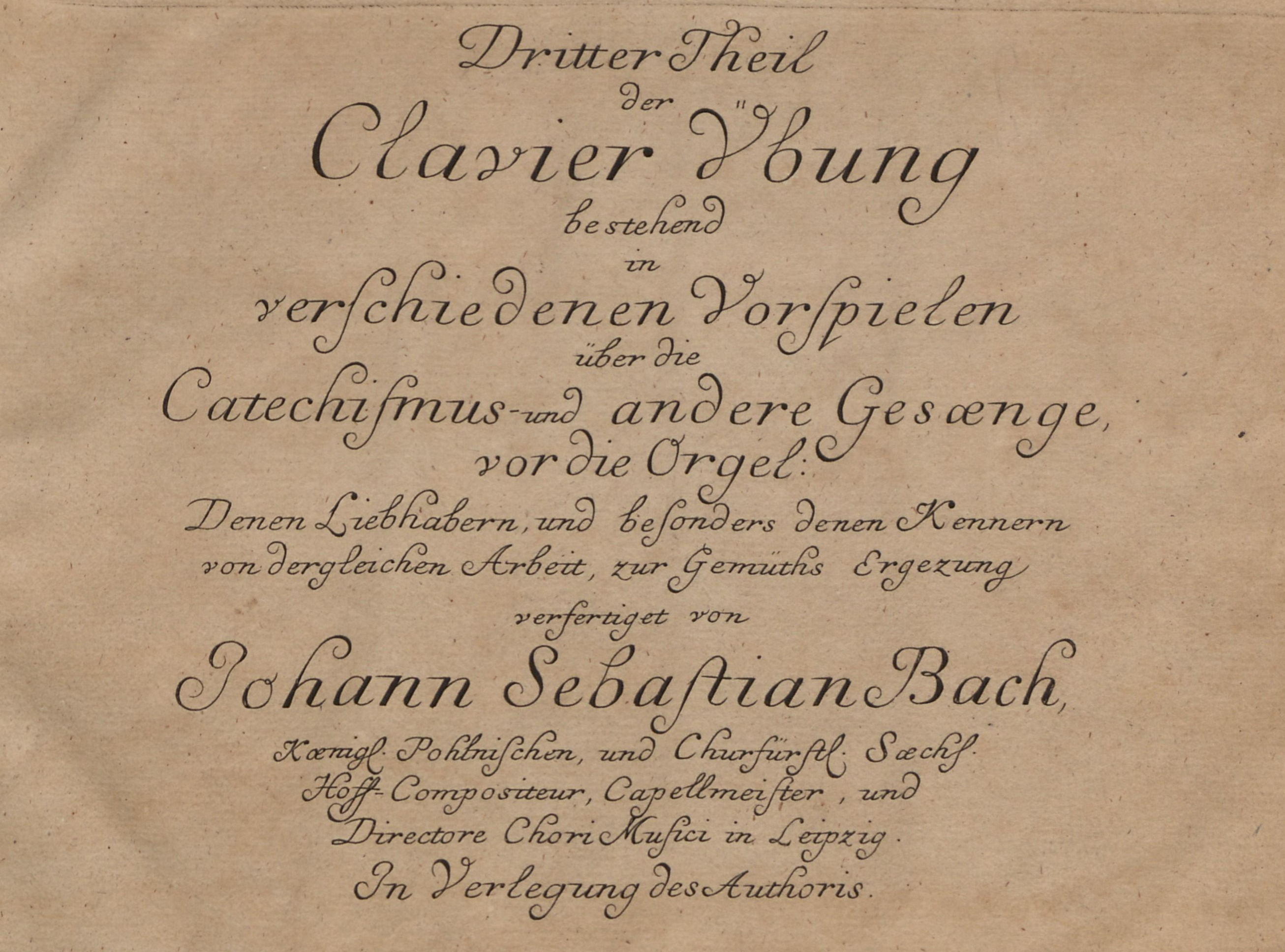
صفحهٔ عنوان سومین بخش «تمرین کلاویه»، یکی از معدود آثار باخ که در زمان حیات او به چاپ رسید.

طی این دوران، او «مس در سی مینور» را کامل کرد. در فرایند تکمیل کردن این اثر موومان‌های تازه تصنیف‌شده با بخش‌هایی از آثار پیشین ترکیب شدند. در سال ۱۷۳۵، او نسخهٔ دست‌نویس این اثر را به انتخاب‌کنندهٔ دربار زاکسن پیشکش نمود. در اصل این عمل پیشنهادی موفقیت‌آمیز برای ترغیب‌نمودن پادشاه بود تا او را به‌عنوان آهنگساز دربار سلطنتی انتخاب نماید. همچنین، به نظر می‌رسد این مسئله بخشی از تکاپوی طولانی‌مدت باخ برای کسب قدرت افزون‌تر در چانه‌زنی‌هایش با شورای شهر لایپزیک باشد. 
در ۱۷۴۷، باخ به دربار فریدریش دوم در پُتسدام رفت. در آنجا پادشاه تِمی برای باخ نواخت و او را برای بداهه‌نوازی یک فوگ مبتنی بر آن تم، به چالش طلبید. باخ یک فوگ سه صدایی بر روی پیانوفورتهٔ فردریک نواخت – که این کار در آن زمان نوآوری‌ای محسوب می‌گشت – و بعد‌ها «پیشکش موسیقایی» را به پادشاه تقدیم کرد که شامل فوگ‌ها، کانُن‌ها و یک تریو بر مبنای «تم سلطنتی» انتخاب شده توسط پادشاه، بود. این تریو یک فوگ شش‌صدایی است که تم آن اندکی با تم منتخب پادشاه تفاوت دارد تا برای پیچیدگی‌ها وسیع‌تر مناسب باشد.

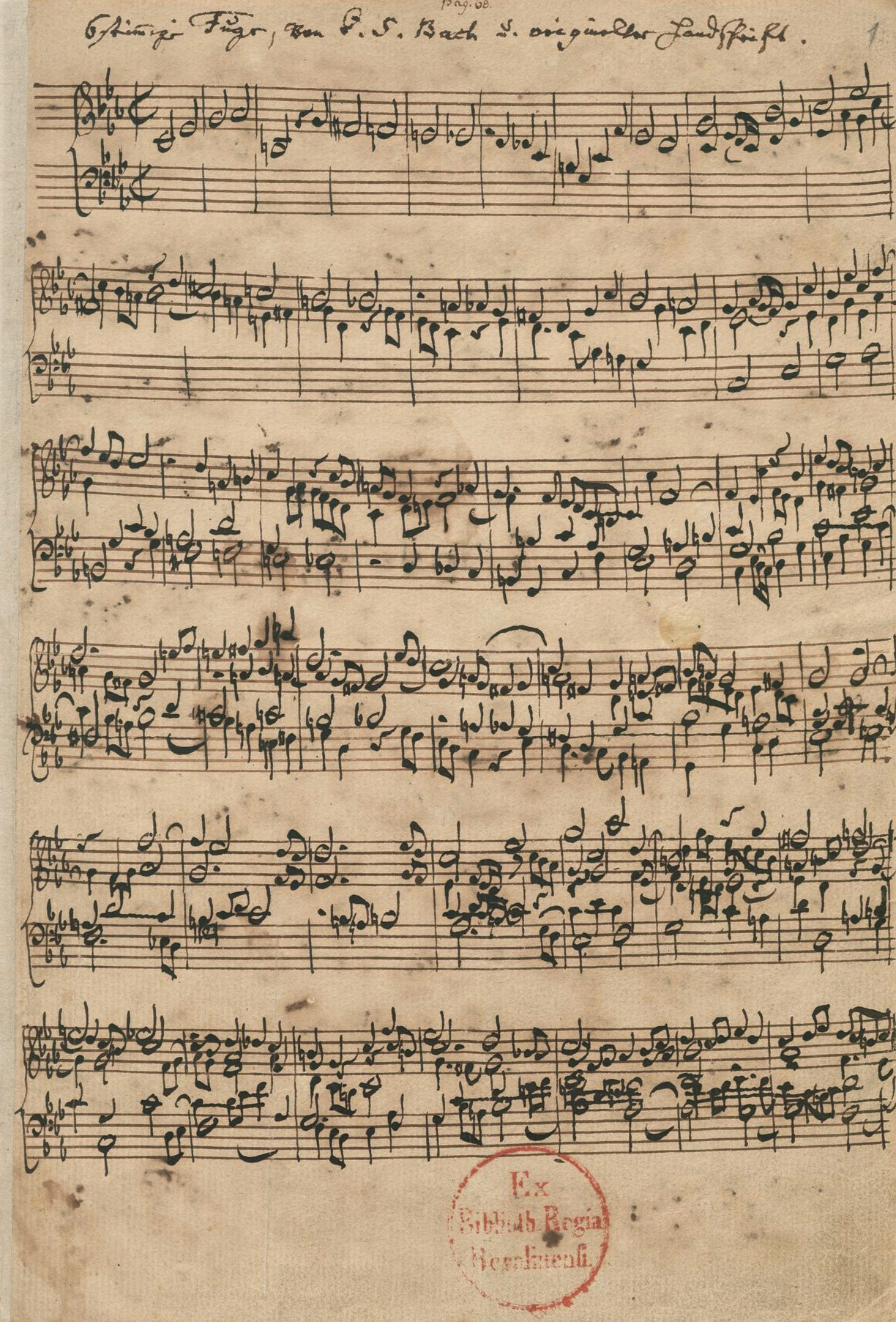
صفحهٔ نخست فوگ شش صدایی از «پیشکش موسیقایی»، به خط باخ.

«هُنر فوگ»، ماه‌ها پیش از مرگ او نوشته شده بود و البته هنوز ناتمام بود. این اثر ۱۸ فوگ و کانُن پیچیده مبتنی بر یک تم ساده را شامل می‌شد. از این اثر که شاهکاری از دگرسازیِ تم‌ها و تمهیدات کنترپوانی است، معمولاً به‌عنوان مجموع نتایج فنون چندصدایی (پُلی‌فونیک) یاد می‌شود.
در ابتدای سال ۱۷۴۹ بیماری آب‌مروارید باخ به‌طور جدی در حال پیشرفت بود. شورای شهر حتی پیش از مرگ باخ جانشینی برای وی برگزید، ولی آهنگساز پیر هنوز عقب‌نشینی نکرده بود. در نهایت ضعف بینایی باخ به حدی شدت گرفت که وی ناگزیر به عمل جراحی شد. پزشک جراح باخ که از مشهورترین جراحان چشم آن دوران بود و حتی چشم هندل را نیز عمل کرده بود، جان تیلور نام داشت و انگلیسی بود. افسوس که جراحی بر روی چشم باخ موفقیت‌آمیز نبود و جراحی دوم در آوریل ۱۷۵۰ وی را نابینا و زمین‌گیر کرد. در ماه ژوئیه وی در آخرین عشاء ربانی که در خانه‌اش برگزار شد، شرکت جست و در بیست و هشتم همین ماه پس از یک سکتهٔ مغزی، در سن ۶۵ سالگی درگذشت.
آخرین اثری که باخ آن را تکمیل نمود یک پرلود کوراله (پیش‌درآمد آواز) برای ارگ بود که در بستر مرگ، آن را به پسرخوانده‌اش آلتنیکول دیکته نمود. زمانی که نت‌های آخرین میزان این اثر، که «اکنون در بارگهت حاضر می‌شوم» (به آلمانی: Vor deinen Thron tret ich hiermit) نام دارد، شمارش شوند و به هر یک از نُت‌ها یکی از حروف لاتینی اختصاص داده شود، کلمهٔ «BACH» حاصل می‌گردد. این کوراله معمولاً پس از فوگ چهاردهم که ناتمام است، نواخته می‌شود و پایان اجرای «هنر فوگ» محسوب می‌گردد.
به نظر می‌رسد که باخ توانسته بود که در لایپزیک روابط گرمی را با استادان دانشگاه برقرار نماید. او از روابط سازنده‌ای که با شاعری به نام پیکاندر برقرار نموده بود، بسیار بهره برد. سباستیان و آنا ماگدالنا در منزلشان از دوستان، خویشان و موسیقیدانان و نوازندگان همکار که از سراسر آلمان مهمان ایشان بودند، پذیرایی می‌کردند. نوازندگان دربارهای درسدن و برلین و موسیقیدانانی چون گئورگ فیلیپ تلمان (یکی از پدرخواندگانِ کارل فیلیپ امانوئل) در ملاقات‌هایی مکرر به خانهٔ باخ می‌آمدند و احتمالاً با وی مکاتباتی نیز داشته‌اند. قابل توجه‌است که گئورگ فردریک هندل که در همان سال تولد باخ در شهر هاله (که ۵۰ کیلومتر با لایپزیک فاصله دارد) زاده شده بود، با وجود مسافرت‌های فراوان به آلمان، هیچگاه با باخ ملاقات نکرد. به نظر می‌رسد که باخ هماره از این مسئله به شدت افسوس می‌خورده‌است.

## سبک
ویژگی سبک آهنگسازی باخ بر بافت کنترپوانی، نت پایه خطی و پیشروی هارمونیک در دومینانتها و ریتم‌های محرک استوار است که با یکدیگر ترکیب می‌شوند و حسی از پیشروی را به وجود می‌آورند. مانند بسیاری از آهنگسازان دیگر سبک باروک، موسیقی باخ به شکل موتیفی متراکم است؛ الگوهای ملودیک و ریتمیک که در ابتدای یک اثر معرفی می‌شوند، پیوسته به‌وسیلهٔ برگشت‌های ملودیک و کنترپوانی، افزایش و کاهش در حین تکرارها و جوش و خروش و تحرک در نغمه‌ها، تغییر شکل می‌دهند.
امروزه «سبکِ باخ» بر تصنیفات موسیقایی، از سرودهای روحانی و آثار مذهبی تا آثار پاپ و راک، تأثیراتی گذاشته‌است. بسیار از تم‌های باخ – بخصوص تم توکاتا و فوگ در ر مینور – مکرراً در آثار موسیقی راک استفاده شده‌اند و محبوبیت قابل توجهی یافته‌اند.
باخ با استفاده از حروف نام خود (Bach) یک موتیف خلق کرد که در آن موتیف حرف B نت سی‌بمل، A نت لا، C نت دو و حرف H نت سی را نشان میدهد. (در نام گذاری آلمانی نت‌ها حرف Hنماینگر نت سی بکار و حرف B نماینگر نت سی‌بمل است) یوهان سباستیان باخ این موتیف را در بسیاری از آثار  خود جای داده که برای معروف ترین استفاده می‌توان از قطعه‌ی The Art of Fugue نام برد، هرچند که این موتیف را می‌توان در آثاری دیگر از باخ نیز جستجو کرد.

## آثار
آثار یوهان سباستیان باخ به‌وسیلهٔ حروف BWV (سرواژهٔ عبارت آلمانی: Bach Werke Verzeichnis) به معنای نمایهٔ آثار باخ نمایه‌گذاری شده‌اند. این فهرست که در سال ۱۹۵۰ منتشر شد، به‌وسیلهٔ ولفگانگ اشمایدر تهیه شده‌است.
به عنوان مثال، از BWV 846 تا BWV 893 ویژهٔ پرلود و فوگای باخ است. فهرست یادشده به جای تقسیم‌بندی بر حسبِ زمان تصنیف اثر، بر حسبِ نوعِ اثر تقسیم‌بندی شده‌است. در گردآوری این فهرست، شمایدر عمدتاً از فهرست ویراست انجمن باخ (لاتین:Bach Gesellschaft Ausgabe)، فهرستی از آثار آهنگساز که بین سال‌های ۱۸۵۰ و ۱۹۰۵ جمع‌آوری شده‌است، پیروی کرده‌است.
وی در طی دوران حیاتش به‌عنوان ارگ‌نواز، مشاور ساختِ ارگ و آهنگساز، آثاری برای ارگ – چه در انواع آزاد آلمانی مانند پرلودها، فانتازیاها و توکاتاها و شکل‌های بسته‌تری مانند پرلود کوراله‌ها و فوگ‌ها - مشهور بود. به دلیل خلاقیت فراوان و توانایی ادغام سبک‌های ملّی متفاوت و متنوع در آثارش برای ارگ، توانست در سنین جوانی شهرت و اعتبار کسب نماید. پرحاصل‌ترین دوران وی (از ۱۷۰۸ تا ۱۷۱۴) نه تنها با تصنیف چندین جفت از پرلودها و فوگ‌ها و توکاتاها و فوگ‌ها همراه بود، بلکه تألیف «کتابچهٔ اُرگ» را نیز در پی داشت. این کتاب ناتمام مجموعه‌ای از چهل و نه پرلود کورالهٔ کوتاه را شامل می‌شد که هدف آن‌ها نمایش فنون ترکیبی بود که می‌توانست در کاربرد ملودی‌های کوراله استفاده شود.
همچنین، باخ آثار فراوانی برای هارپسیکورد نوشته‌است که بعضی از آن‌ها بر روی کلاویکورد نیز اجرا شده‌اند. بسیاری از آثار او برای کلاویه‌ها مجموعه‌هایی هستند که سعی می‌کنند به شکلی دانشنامه‌ای احاطه‌ای جامع و کامل بر تمام سیستم‌های تئوریک داشته باشند و این تلاش‌ها موفقیت‌آمیز نیز بوده‌است.
باخ برای سازهای تک، دو ساز و دسته‌های موسیقی کوچک آثاری نوشته‌است. او همچنین تعداد زیادی کانُن و ریچرکاره نوشته‌است که بیشتر آن‌ها سازبندی مشخصی ندارند. پراهمیت‌ترین مثال‌های این نوع آثار را می‌توان در «هنر فوگ» و «پیشکش موسیقایی» یافت. مشهورترین اثر باخ برای ارکستر کنسرتوهای براندنبورگ هستند. آثار باقی‌ماندهٔ دیگر باخ در شکل کنسرتو، دو ویولن کنسرتو، یک کنسرتو برای دو ویولن (مشهور به کنسرتوهای «دوتایی» یا «double concertos») و کنسرتوهایی برای یک، دو، سه و حتی چهار هارپسیکورد هستند. علاوه بر کنسرتوها، باخ همچنین چهار سوئیت ارکستری نیز نوشته‌است که مجموعه‌ای از موسیقی سبک‌گرایانهٔ رقص برای ارکستر است.
باخ در کلیسای سنت توماس هر یک‌شنبه یک کانتات بر مبنای تم مربوط به منتخب آیات کتاب مقدس که در همان هفته خوانده می‌شد، اجرا می‌کرده‌است. دست‌کم سه مجموعهٔ کامل از این کانتات‌ها مذهبی را تصنیف کرده‌است که در مجموع، تعداد آن‌ها به بیش از ۳۰۰ کانتات می‌رسد که از میان آن‌ها تنها حدود ۲۲۴ اثر برجای مانده‌است. او همچنین تعدادی کانتات غیرمذهبی نیز تصنیف نموده‌است که معمولاً در مراسم اجتماعی چون جشن‌های ازدواج اجرا می‌شده‌اند. آثار باخ برای ارکستر و دستهٔ آواز بزرگ شامل قطعهٔ مشهور «پاسیون به روایت متای قدیس» (به آلمانی: «Matthäuspassion») و «پاسیون به روایت یوحنای قدیس» (به آلمانی: Johannespassion) است که هر دو اثر برای اجرا در هفتهٔ مقدس در کلیسای سنت توماس تصنیف شده‌اند. دیگر اثر بزرگ باخ، «مس در سی مینور»، نزدیک پایان عمر وی با استفاده از قطعات دیگری که پیش‌تر تصنیف شده بودند (مانند کانتات شماره ۱۹۱ و کانتات شمارهٔ ۱۲) گردآوری گشت. در تمام این آثار، برخلاف موتت‌ها، در کنار همسرایی‌ها بخش‌های تکخوانی قدرتمندی نیز دیده می‌شود.

## میراث
شهرت باخ در سال‌های پایان زندگی و پس از مرگ، اُفول کرد و آثار وی در مقایسه با آثار نوپدید سبک کلاسیک، کهنه تلقّی گشت. با وجود این، وی هیچگاه فراموش نشد چرا که همواره از او به‌عنوان یک نوازنده، معلّم (و البته آهنگساز) و پدر فرزندانش (بخصوص ک.ف. ا باخ) یاد می‌شد. در این دوران آثاری از وی که بیش از دیگر آثار از آن‌ها قدردانی گردید و به آن‌ها توجه شد، آثار برای سازهای کلاویه‌ای بود که در این حوزه دیگر آهنگسازان همواره استادی وی را تصدیق کرده‌اند. موتزارت، بتهوون و شوپن در میان مهم‌ترین ستایندگان وی بودند. در ملاقاتی از کلیسای سنت توماس در لایپزیک، موتزارت اجرایی از یکی از موتتها (BWV 225) را شنید و از تعجب بانگ برآورد: «اینک چیزی که بتوان از آن آموخت». زمانی که بخشی از موتت را برای مطالعه به وی دادند، «موتزارت روی نزدیک‌ترین صندلی نشست، در حالی که بخش‌های اثر در اطرافش پخش بود، [برخی از] آن‌ها را در دو دست وی و [برخی] روی زانوانش قرار داشت. او همه چیز را فراموش کرده بود و تا زمانی که تمام اثر سباستیان باخ را بررسی نکرد، برنخاست». بتهوون نیز از علاقه‌مندان باخ بوده‌است. وی در کودکی «کلاویهٔ خوش‌کوک» را آموخت و بعد‌ها باخ را «نیا و طلایه‌دار هارمونی» (به آلمانی: Urvater der Harmonie) و «نه یک جویبار، بلکه یک دریا» (به آلمانی: nicht Bach, sondern Meer)، بازی کلامی با "Bach" که به معنای «جویبار» است) خواند.
همچنین، شوپن پیش از کنسرت‌هایش خود را در اتاقی محبوس می‌کرد و آثار باخ را می‌نواخت. در نهایت به نظر می‌رسد بسیاری از آهنگسازان پیش‌گفته و دیگرانی چون رابرت شومان و فلیکس مندلسون پس از شنیدن آثار باخ به سبکی کنترپوآنی‌تر در تصنیف موسیقی روی آوردند.
احیای شهرت باخ نزد بخش وسیع‌تری از افراد، تا حدودی به دلیل زندگی‌نامه‌ای بود که یوهان نیکلاس فورکل در سال ۱۸۰۲ نگاشت. بتهوون نیز این کتاب را خوانده بود. گوته به نسبت دیگران دیر با آثار باخ آشنا گردید. این آشنایی از طریق مجموعه‌ای از آثار برای کلاویه و آثار آوازی اجراشده در شهر باد برکا در تورین‌گن به سال ۱۸۱۴ و ۱۸۱۵، روی داد. در سال ۱۸۲۷ وی در نامه‌ای تجربهٔ شنیدن موسیقی باخ را «هارمونی جاودانی در گفتگو با خود» توصیف کرده‌است. اما بیشترین تلاش‌ها برای زنده نمودن شهرت فراموش‌شدهٔ باخ توسط فلیکس مندلسون انجام گرفته‌است. وی در سال ۱۸۲۹، پاسیون به روایت متای قدیس را در برلین اجرا نمود. هگل که در میان شنوندگان این اجرا حضور داشته‌است، بعد‌ها باخ را چنین توصیف می‌کند؛ «باشکوه، یک پروتستان واقعی، قوی و می‌توان گفت نابغه‌ای فرزانه که تنها تازگی‌ها قدردانی از ارزش واقعی او را بازآموخته‌ایم». ترویج آثار باخ توسط مندلسون و رشد مجدد قَدر و قیمت این آهنگساز در سال‌های بعدی ادامه یافت. انجمن باخ (Bach Gesellschaft) در سال ۱۸۵۰ با هدف معرفی و ترویج آثار وی بنیان نهاده شد. این انجمن در طول نیم‌قرنِ پس از تأسیس، مجموعه‌ای جامع از آثار آهنگساز را منتشر نمود.
پس از این دوران، باخ و آثار او مشهور باقی‌ماندند. طی قرن بیستم، فرایند شناخت ارزش‌های موسیقایی و آموزشی برخی از آثار وی ادامه یافت. به احتمال، نمود بارز این فرایند را می‌توان در معرفی‌ای که پابلو کاسالس از «سوئیت‌های ویولن سل» انجام داد، دانست. پیشرفت دیگری که در این راه حاصل گردید، رشد اجراهای اصیل بود که سعی می‌نمودند موسیقی را به شکلی که مورد نظر آهنگساز بوده‌است، ارائه دهند. نمونه‌ای از ویژگی‌های اجراهای اصیل را می‌توان در انتخاب هارپسیکورد به جای پیانوی بزرگ امروزی برای اجرای آثار کلاویه‌ای و همچنین استفاده از دستهٔ آواز کوچک یا خوانندگان تک به جای دسته‌های آواز بزرگ که محبوب اجراهای قرن نوزدهم و بیستم بوده‌اند، مشاهده نمود.
سهم یوهان سباستیان باخ از موسیقی یا - اگر بخواهیم مفهومی که توسط شاگرد وی لورنز کریستف میزلر باب گردید را به عاریت بگیریم، «دانش موسیقایی» وی هماره با «نبوغ اصیل» ویلیام شکسپیر در ادبیات انگلیسی و ایزاک نیوتن در فیزیک مقایسه شده‌است.

صلیب باخ، امضای آهنگساز شامل یک نُت واحد با استفاده از چهار کلید مجزا

آثار باخ به عنوان نمونه‌ای از بهترین‌هایی که بشریّت می‌تواند ارائه نماید، برای قرار گرفتن در صفحه موسیقی زرین وویجر و ارسال به فضا، برگزیده شده‌اند. دانشمند و نویسنده لوئیس توماس دربارهٔ چگونگی ارتباط برقرار کردن مردم کرهٔ زمین با ساکنان احتمالی سراسر گیتی چنین پیشنهاد کرده‌است: «رای من به باخ است. تمام آثار وی باید به‌طور مداوم به فضا مخابره شوند. با این که این کار متکبرانه خواهد بود اما با هدف به نمایش گذاشتن بهترین چهرهٔ ممکن [از زمین] در ابتدای آشنایی، قابل بخشش است. پس از آن می‌توان حقایق نامطبوع‌تر را بیان نمود.»
بعضی از آهنگسازان با استفاده از نت‌های سی بِمُل (B-flat)، لا (A)، دو (C) و سی عادی (نت سی ساده که در آلمانی H است) که موتیف BACH را تشکیل می‌دهند یا مشتقات کنترپوانی آن در آثار خود به باخ ادای احترام نموده‌اند. البته شخص باخ در این سرواژه‌نگاری موسیقایی پیش‌قدم بوده‌است که به ویژه در کنتراپونکتوس چهاردهم (Contrapunctus XIV) از هنر فوگ به چشم می‌خورد. با وجود اینکه این ملودی صلیب‌گون در چشم باخ نوعی ادای موسیقایی از سرسپاری به عیسی مسیح و صلیب وی بوده‌است، بعد‌ها آهنگسازان این موتیف را در تجلیل از مقام آهنگساز بکار بردند. وفاداری صمیمانهٔ باخ به عیسی مسیح در سراسر پیشهٔ معنوی وی، با کشف انجیل کالو در سال ۱۹۳۲ در فرانکنموث میشیگان، کاملاً اثبات گردید.

## کتاب آنا ماگدالنا باخ
دو کتاب آنا ماگدالنا باخ که آلبوم‌های موسیقی خاص خانوادهٔ یوهان سباستیان باخ را تشکیل داده‌اند، قطعاتی با کاراکترهای گوناگون برای ساز و آواز را شامل می‌شوند. این قطعات هم آثاری از آهنگسازان و هم آثار دیگر آهنگسازان را دربرمی‌گیرند و در این دو کتاب همگی به دست خود یوهان سباستیان باخ و گاه همسر او آنا ماگدالنا باخ نوشته شده‌اند. همچنین برخی از صفحات به دست یک کودک نوشته شده‌اند، که می‌توانند دست‌نوشت یکی از اعضای خردسال خانوادهٔ باخ باشند.

## نامگذاری‌ها
- فلات یخی باخ از شبه‌جزیره بتهوون در جزیرهٔ الکساندر در قطب جنوب.
- آتشفشان باخ در عطارد.

### پژوهش‌های نوین
- Butt J (ed), The Cambridge companion to Bach, Cambridge, Cambridge University Press، 1997 (ISBN 0-521-58780-8)

مجموعه‌ای از نوشته‌ها دربارهٔ موضوعات تاریخی (اجتماع، اعتقادات و دیدگاه نسبت به دنیا)، نمودهای آثار آهنگساز و اثرگذاری و اثرپذیری او.
- David HT, Mendel A (eds), revised and expanded by C Wolff, The new Bach reader، 2nd ed, New York, Norton، 1999 (ISBN 0-393-31956-3)

مجموعه‌ای از مستندات، بعضی معاصر و بعضی به قلم شخص باخ. این کتاب شامل ترجمهٔ انگلیسی زندگینامهٔ باخ که در اوایل قرن نوزدهم به قلم موسیقی‌شناس آلمانی فورکل نوشته شده، نیز هست.
- Wolff C، Johann Sebastian Bach: the learned musician, New York, Norton، 2001 (ISBN 0-393-32256-4)

گزارشی جامع و مجذوب‌کننده از زندگی باخ.
- Williams P، The life of Bach, Cambridge, Cambridge University Press، 2004 (ISBN 0-521-53374-0)

روایت خلاصه‌تری از زندگی آهنگساز که از بررسی آگهی درگذشت وی آغاز می‌شود؛ مکملی باارزش برای زندگینامهٔ نوشته شده توسط ولف.
- Stauffer G، J. S. Bach as organist: his instruments, music, and performance practices, Indiana University Press، 1999 (ISBN 0-253-21386-X) (paperback reprint of hardcover, 1986, ISBN 0-253-33181-1)
- Boyd, Malcolm. Bach, Oxford University Press; 3rd ed. (2000) ISBN 0-19-514222-5

- آرنولد، دنیس. باخ. ترجمهٔ غلامحسین میرزاصالح، چاپ اول: ۱۳۷۵، تهران: نشر طرح نو.

### پژوهش‌های قدیمی‌تر
- C. S. Terry, Bach: A Biography، ۱۹۲۸

یکی از بهترین زندگینامه‌های باخ که با وجود قدیمی بودن هنوز معتبر است.
- Schweitzer A، J. S. Bach، 2 vol, Dover, 1966, translated by Ernest Newman (ISBN 0-486-21631-4) (reprint of New York, Macmillan، ۱۹۵۵–۱۹۵۸)
- Spitta P، Johann Sebastian Bach, his work and influence on the music of Germany، ۱۶۸۵–۱۷۵۰، London, Novello، ۱۸۸۴–۸۵

مطالعه‌ای قدیمی و در عین حال پیشرو در زمان خود از زندگی باخ و موسیقی وی که در سه جلد تدوین شده‌است.
- Forkel, Johann Nicolaus; On Johann Sebastian Bach's Life, Genius, and Works، (۱۸۰۲)، translated by A. C. F. Kollmann (1820)

### دیگر منابع
- Rasmussen, Michelle (August، 2001) "Bach, Mozart, and the 'Musical Midwife'»، The New Federalist
- Douglas Hofstadter|Hofstadter D، Gödel, Escher, Bach: an eternal golden braid

کاوش مفاهیم ادراکی، روش‌های شکلی (formal methods)، منطقی و ریاضی – خصوصاً قضیه ناتمامیت گودل – در موسیقی باخ، آثار هنری موریس اشر و منابع دیگر.